# 本多正武
本多 正武（ほんだ まさたけ、寛文5年1月20日（1665年3月6日） - 享保6年2月21日（1721年3月18日））は、江戸時代前期から中期の大名。上野国沼田藩第2代藩主。正重系本多家5代。
久能山東照宮の神職かつ久能城主の交代寄合榊原照久の子であった榊原久政の次男。母は本多正直の娘。正室はなし。子は娘（大村純富正室）。官位は従五位下、遠江守。幼名は三弥。次郎右衛門。
先代藩主の本多正永に嗣子が無かったため、甥にあたる正武が元禄6年（1693年）に養嗣子となった。正徳元年（1711年）の正永の死去により跡を継いだ。
享保6年（1721年）2月21日に57歳で死去し、跡を養嗣子の正矩が継いだ。

## 系譜
父母
- 榊原久政（実父）
- 本多正直の娘（実母）
- 本多正永（養父）

子女
- 大村純富正室

養子
- 本多正矩 ー 本多正方の長男